# Septum (cytologie)
Septum je v cytologii přepážka mezi dvěma buňkami, velmi často se objevující např. při buněčném dělení (některých prokaryot i eukaryot), ale běžně přítomná i u některých vláknitých organismů (hyfy hub, vlákna řas). 
Septum je přehrádka tvořená především cytoplazmatickou membránou a základem nové buněčné stěny. 